# オマール・ニーニョ・ロメロ
オマール・ニーニョ・ロメロ（Omar Niño Romero、1976年5月12日 - ）は、メキシコの男性プロボクサー。ハリスコ州グアダラハラ出身。元WBC世界ライトフライ級王者。「The Giant Killer 」の異名を持つ。

## 来歴
1995年5月13日に19歳でプロデビュー。2001年10月19日にはWBAフェデカリブライトフライ級王座を獲得した。2002年2月8日にCABOFEライトフライ級王座の獲得を目指すも3回負傷判定引分で王座獲得に失敗。その後、ノンタイトル戦を挟み、2006年8月10日にオーリンズ・ホテル・アンド・カジノでブライアン・ビロリアの持つWBCライトフライ級王座に挑戦し、3-0（118-110、117-111、117-112）の判定勝ちを収め、世界王座初挑戦にして王座獲得に成功した。 
2006年11月18日にはトーマス&マック・センターでの初防衛戦がブライアン・ビロリアとのダイレクトリマッチとなったが、1-0（115-112、113-113、113-113）の判定勝ちを収め初防衛に成功した。 
2007年2月1日、前年11月18日のブライアン・ビロリアとの初防衛戦後のドーピング検査でメタンフェタミンの陽性反応を示したため、引分となった試合結果は取り消され無効試合となり、WBC世界ライトフライ級王座も剥奪となった。
2010年2月27日、WBC世界ライトフライ級王者ロデル・マヨールに挑戦。3回、ニーニョのローブローでレフェリーが割って入ろうとしたところに左フックを繰り出し、マヨールは失神。協議の結果、負傷判定で引分となり、王座獲得ならず。
2010年6月20日、ロデル・マヨールとのダイレクトリマッチ。2回と4回にマヨールがバッティングにより減点されたこともあり、3-0（115-111、117-109、115-112）の判定勝ちを収め、再戦を制すると共に約3年ぶりに王座返り咲きを果たした。
2010年9月4日、初防衛戦でロナルド・バレラと対戦し、6回終了時にバレラが棄権し初防衛に成功した。
2010年11月6日、2度目の防衛戦でヒルベルト・ケブ・バースと対戦し、1回と8回にダウンを奪われた末に0-2（110-116、111-115、113-113）の判定負けを喫し2度目の防衛に失敗、王座から陥落した。試合後フライ級に正式転向。
2012年5月13日、フィリピンメトロ・マニラパシッグのイナレス・スポーツ・アリーナでブライアン・ビロリアが持つWBO世界フライ級王座に挑戦し、9回2分7秒TKO負けを喫し王座獲得に失敗すると共に2階級制覇にも失敗した。

## 獲得タイトル
- WBAフェデカリブライトフライ級王座
- WBC世界ライトフライ級王座（防衛0）
- WBC世界ライトフライ級王座（防衛1）